# Impero ashanti
L'Impero ashanti o asante, noto anche come Confederazione ashanti o Asanteman (indipendente 1701-1896), fu uno stato pre-coloniale dell'Africa occidentale in quella che ora è la Repubblica del Ghana. Il suo impero si estese dal Ghana centrale fino al Togo e alla Costa d'Avorio odierni. Oggi la monarchia asante continua ad esistere insieme ad altre unità sotto-statali tradizionali riconosciute dalla costituzione, all'interno dell'odierna Repubblica del Ghana. Tra il XVIII e il XIX secolo l'Impero prosperò soprattutto grazie ai commerci con i mercanti europei insediati nella Costa d'Oro, con i quali scambiarono soprattutto oro e schiavi.

## Origine
Gli Ashanti o Asante sono uno fra i più importanti gruppi etnici del Ghana. Furono una potente nazione, militarista e molto disciplinata. Gli antichi Ashanti migrarono in prossimità del fiume Niger nord-occidentale dopo la caduta dell'Impero del Ghana nel 1200. Se ne riscontrano prove confrontando la storia della corte del re Akan con i riti dei re Ashanti, le cui processioni e cerimonie mostrano resti di antiche cerimonie del Ghana. Gli etno-linguisti hanno dimostrato la migrazione tramite il rilevamento degli usi lessicali e delle frasi tipiche dei parlanti lungo tutta l'Africa occidentale.
Intorno al XIII secolo, gli Ashanti e molti altri popoli Akan si spostarono verso la zona delle foreste dell'attuale Ghana, fondando piccoli stati nei dintorni collinosi dell'attuale Kumasi. Durante il periodo d'oro dell'Impero del Mali, gli Ashanti e più in generale gli Akan, si arricchirono attraverso il commercio dell'oro estratto nel loro territorio. Sin dagli albori della storia Ashanti, l'oro veniva commerciato con i grandi imperi del Ghana e del Mali, e da loro con gli arabi.
Alcuni storici sostengono invece che gli Ashanti siano i discendenti di un popolo etiope menzionato dagli storici greci Diodoro Siculo e Erodoto, spinto verso sud da un esercito egiziano conquistatore.

## Formazione del regno
L'organizzazione politica degli Akan era incentrata su vari clan, ciascuno presieduto da un leader supremo o amanhene. Uno di questi clan, di origine oyoko, colonizzò la zona forestale subtropicale, fondandovi il centro di Kumasi. Con l'ascesa di un altro stato akan noto come Denkyira, gli Ashanti persero la loro supremazia e ne subirono le imposizioni tributarie. A metà del Seicento, il clan Oyoko, sotto la guida di Oti Akenten iniziò un processo di consolidamento di altri clan ashanti, riunendoli in una confederazione di città stato che tuttavia non faceva venire meno la suprema autorità di ciascun capo sul suo clan. Tale consolidamento fu in parte ottenuto per via militare, ma soprattutto motivando gli altri clan ashanti contro il clan Denkyira, dominatore della regione, dal quale si affrancarono dopo una dura lotta combattuta tra il 1698 ed il 1701, ed aggregandosi successivamente in un'unica realtà politica con capitale presso la città di Kumasi, dove si trovava il loro sovrano, contemporaneamente capo degli Ashanti (Ashantihene) e della città stato di Kumasi (Kumasihene).

### Lo sgabello d'oro
Uno strumento di rafforzamento del potere centrale sotto Osei Tutu I fu l'introduzione dello sgabello d'oro (sika 'dwa). Secondo la leggenda, venne indetto un incontro fra i capi clan di tutti gli insediamenti Ashanti, subito prima dell'indipendenza dal regno del Denkyira. In occasione di questo incontro, lo sgabello d'oro scese dal cielo e andò a collocarsi tra le ginocchia di Osei Tutu I. Il sacerdote Okomfo Anokye dichiarò che lo sgabello era sceso dai cieli per Asanthene Osei Tutu I, e che esso era il simbolo della nuova unione Asante ('Asanteman'); fu fatto un giuramento di devozione allo sgabello d'oro e a Osei Tutu, l'Asantehene. La nuova, appena fondata unione Ashanti entrò in guerra contro Denkyira, sconfiggendola nella battaglia di Feyase del 1701. Lo sgabello d'oro continua ad essere ritenuto un oggetto sacro fra gli Ashanti, che credono contenga il Sunsuma' (spirito o anima degli Ashanti).
In seguito il regno Ashanti si espanse verso settentrione, conquistando diverse piccole nazioni e trasformandole in stati-vassallo, fra questi il più importante fu quello del popolo Abron, conquistato nel 1724. Tuttavia l'avanzata verso nord venne arrestata da altre potenze della regione, così da capovolgere il movimento di espansione dirottandolo verso meridione con la conquista delle popolazioni Akyem e Akwamu che permisero agli Ashanti di conquistare le rotte commerciali che li misero in contatto con i mercanti olandesi presenti nella città di Elmina. Nel 1745 i moschettieri Ashanti respinsero un esercito di cavalieri proveniente da Dagomba, ponendo per sempre fine alla supremazia degli stati centrali dell'Africa abitanti delle savane e dei loro eserciti a cavallo sui popoli delle foreste dell'Africa occidentale.
Il vicino popolo dei nzima era da lungo tempo in guerra con gli ashanti, che ne depredavano le risorse ed inglobavano piano piano i territori. Il conflitto tra i due popoli si concluse però poco prima della conquista britannica alla fine del XIX secolo, quando i nzima riuscirono ad ottenere una importante e decisiva vittoria contr gli ashanti, che la tradizione vuole grazie al sacrificio del decimo figlio del re degli nzima al fiume Ankobra. I nzima al tavolo delle trattative non imposero tributi ma solo un legame di "parentela scherzosa" ma in un solo senso: gli nzima avrebbero avuto il diritto di scherzare e prendere in giro ogni membro del popolo ashanti che avrebbero incontrato.

## Declino

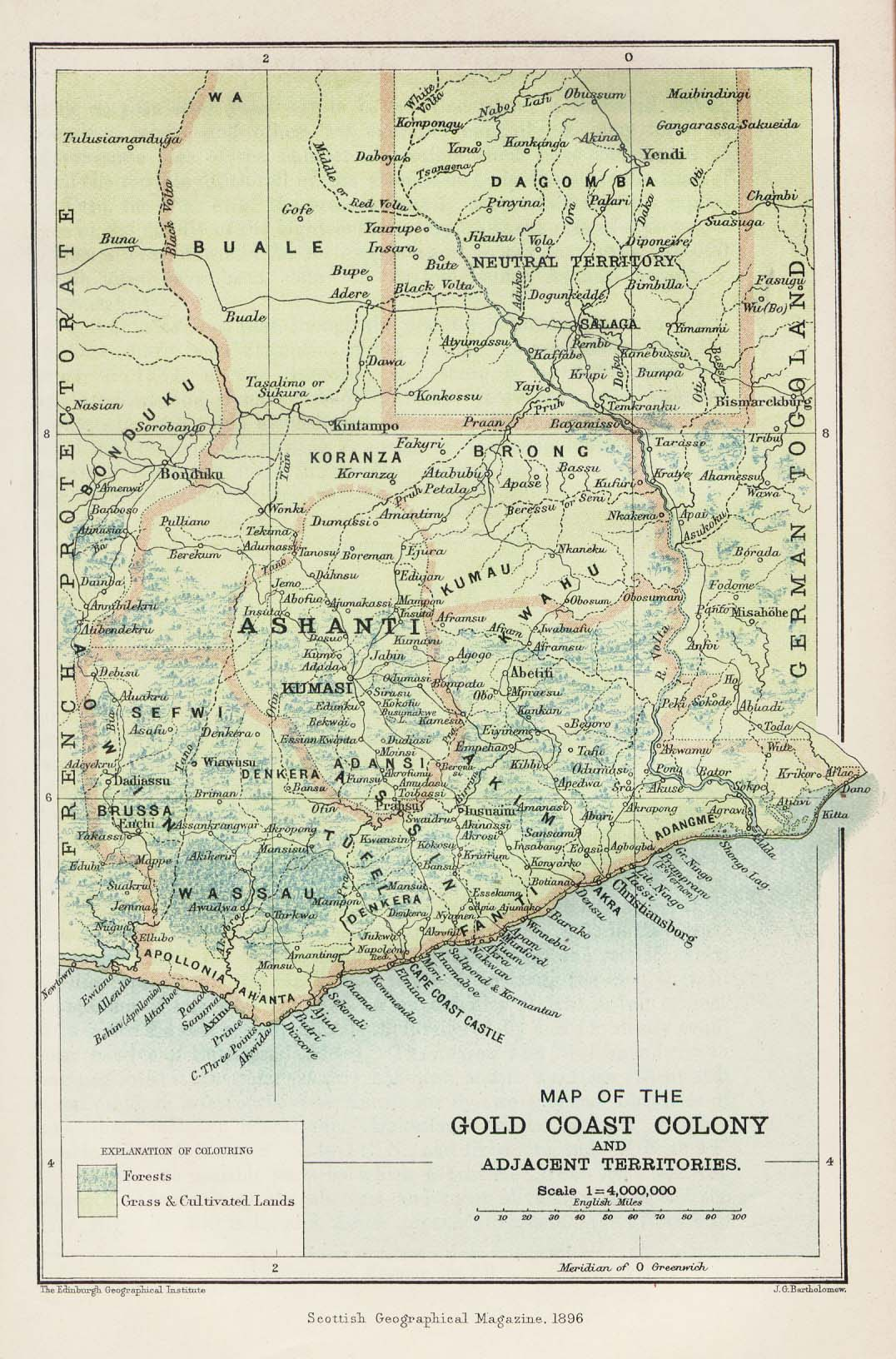
la Costa d'Oro Britannica nel 1896

Il regno Ashanti fu uno dei pochi stati africani a offrire una seria resistenza agli invasori europei. La Gran Bretagna combatté ben quattro guerre contro i re ashanti tra il 1826 e il 1896, in una delle quali fu usata per la prima volta la mitragliatrice Maxim. Nel 1900, gli inglesi sottomisero il regno facendolo diventare la colonia Costa d'Oro. La figura più amata nella storia ashanti fu Yaa Asantewaa, uno dei leader della resistenza contro il colonialismo inglese nel 1896.

### Il regno oggi
La corona ereditaria ashanti continua ad essere onorata dal popolo ashanti, nonostante ora facciano parte dello stato del Ghana. Le abitazioni tradizionali di questo popolo, le ultime delle quali possono essere viste a nordest di Kumasi, sono state inserite nel 1980 nell'elenco dei patrimoni dell'umanità dell'UNESCO.
Attualmente il regno degli Ashanti è governato dal re Otumfuo Osei Tutu II di cui il 6 maggio 2009, si è festeggiato nella città di Kumasi in Ghana il decimo anniversario dell'ascesa al trono (Enstoolment).

## Arte e cultura
Tra le attività artistiche degli Ashanti più sviluppate si annoverò la lavorazione dei metalli, oro e bronzo, effettuata grazie alla tecnica della fusione a cera perduta. Gli oggetti in oro furono commerciati sin dai primi contatti con gli europei. Soprattutto i gioielli, gli anelli, i pendenti e gli ornamenti vari, si caratterizzarono per i temi ricorrenti del disco solare e della stella a più punte. Caratteristici i pesi di bronzo per l'oro, i mramuo raffiguranti teste di animali.
Sviluppata fu anche la scultura in legno, ben rappresentata dalle bambole della fecondità, associate ad un'antica credenza a sfondo magico, che le donne portano alla cintura per rimanere incinta. Ma l'attività che si dimostrò maggiormente peculiare fu la scultura bronzea in miniatura di esseri umani realisticamente raffigurati nelle loro attività quotidiane, oltre alla produzione di sculture di animali e a temi geometrici, aventi funzione simbolica, ornamentale o indicante proverbi popolari. Quindi gli Ashanti svilupparono un'arte profana aulica accanto a quella religiosa.
L'arte degli Ashanti si distinse anche per i cosiddetti kuduo, ossia vasi in rame o in bronzo istoriati, dalle forme varie e con figure e incisioni in altorilievo.